# CREATE (SQL)
SQLにおけるCREATE文（英: CREATE statement）は、関係データベース管理システム (RDBMS) の管理下にオブジェクトを新しく作成するデータ定義言語 (DDL) の命令である。
使用しているRDBMSの実装によって、CREATE文で作成することができるオブジェクトの種類は異なる。
ただしほとんどのRDBMSの実装では、表 (テーブル) 、定義域 (ドメイン) 、索引 (インデックス) 、利用者 (ユーザ) 、別名 (シノニム) 、ストアドプロシージャおよびデータベースの作成をサポートしている。
いくつかのRDBMSの実装 (PostgreSQLなど) では、トランザクション内で CREATE 文および他のDDL命令を実行可能であり、そのためロールバックが可能である。

## CREATE TABLE 文
おそらく最もよく知られている  CREATE 命令は、CREATE TABLE 命令であろう。
基本的な使用方法は次のとおりである。

CREATE [TEMPORARY] TABLE [表名] ( [基底表要素カンマリスト] ) [表パラメータ]

基底表要素カンマリスト
下記のいずれかで構成された定義のカンマで区切られたリストである。
- 列定義: [列名] [データ型] {NULL | NOT NULL} {列オプション}
- 主キー定義: PRIMARY KEY ( [列カンマリスト] )
- 制約: {CONSTRAINT} [制約定義]
- RDBMS実装固有の記述

いくつかの列をもつ「従業員」という名前の表を作る命令の例を示す。
```
CREATE
 
TABLE
 
従業員
 
(
   

    
ID
        
INTEGER
   
PRIMARY
 
KEY
,

    
姓
        
CHAR
(
75
)
  
not
 
null
,

    
名
        
CHAR
(
50
)
  
null
,

    
生年月日
  
DATE
      
null

);

```